# Julius R. Haarhaus

Julius R. Haarhaus

Julius R. Haarhaus (* 4. März 1867 als Julius Rüttger Haarhaus in Barmen (heute Stadtteil von Wuppertal); † 19. August 1947 in Leipzig) war ein deutscher Schriftsteller.

## Leben
Julius R. Haarhaus verbrachte seine Jugend im Rheinland, insbesondere in der 1874 errichteten Villa Barthels in Bad Honnef. Er wurde von Privatlehrern unterrichtet und besuchte ein Gymnasium in Neuwied. Haarhaus absolvierte eine Lehre als Buchhandlungsgehilfe in Bonn und war danach in diesem Beruf dort und später in Leipzig tätig. 1893 unternahm er eine ausgedehnte Studienreise durch Italien. In Leipzig wirkte er später als Lektor für „Reclams Universal-Bibliothek“ und gab die Zeitschrift „Die Grenzboten“ heraus, in der er auch eigene Beiträge veröffentlichte. Daneben publizierte er für andere Zeitungen. Haarhaus verfasste ein umfangreiches eigenes episches und erzählerisches Werk. Seine Romane und Erzählungen behandeln häufig Stoffe aus der rheinischen Geschichte und dem Jägermilieu. Er war Mitglied der Leipziger Freimaurerloge Balduin zur Linde.

## Werke
- Christnachtphantasien, Leipzig 1893
- Geschichten aus drei Welten, Leipzig 1894
- Auf Goethes Spuren in Italien, Leipzig
  - 1. Ober-Italien, 1896
  - 2. Mittel-Italien, 1897
  - 3. Unter-Italien, 1897
- Maculaturalia. Ein Märchen für Bücherfreunde., Leipzig 1896
- Johann Wolfgang v. Goethe, Leipzig 1899
- Das Georgenhemd, Stuttgart [u. a.] 1903
- Leipziger Spaziergänge, Leipzig 1903
- Der Marquis von Marigny, Leipzig 1903
- Die Episteln des Ovid, Leipzig 1906
- Unter dem Krummstab, Leipzig 1906
- Der Bopparder Krieg, Wiesbaden 1907
- Wildkalender, Leipzig
  - 1. Unser Haarwild, 1908
  - 2. Unser Federwild, 1909
- Wo die Linden blühn!, Leipzig 1908
- Nach der Hühnersuche und andere Jagdgeschichten, Leipzig 1908
- Die Erben von Blankeneck, Essen-Ruhr 1912
- Der Prophet, Leipzig 1912
- Deutsche Freimaurer zur Zeit der Befreiungskriege, Jena 1913
- Das Glück des Hauses Rottland, Stuttgart 1913
- Reineke Fuchs, Stuttgart 1913
- Der grüne Dämon, Berlin 1914
- Das Mädchen von Lille und andere heitere Erzählungen, Leipzig 1916
- Der Birschknecht von Hambach, Berlin 1919
- Die da zween Herren dienen, Leipzig 1919
- Haus Malepartus, Berlin 1919
- Jens Sventrup, der Vogelwärter, Leipzig 1920
- Der Kreuzbock und andere Jagdgeschichten, Leipzig 1920
- Ahnen und Enkel, Ebenhausen bei München 1921
- Pancratius Capitolinus, Leipzig 1922
- Raketen vom Stephansturm, Leipzig 1922
- Die rote Exzellenz, Leipzig 1922
- Der weidgerechte Pastor, Leipzig 1922
- Blattschüsse, Leipzig
  - 1 (1923)
  - 2 (1923)
- Um eine Königskrone, Leipzig 1923
- Maria gloriosa, Leipzig 1924
- Rom, Leipzig 1925
- Fang und Abschuß des Raubzeugs, Leipzig 1932
- Der Wiesenteich und seine Lebensgemeinschaft, Leipzig 1935 (Weberschiffchen-Bücherei Nr. 11)

## Herausgeberschaft
- Robert Thomas: Unter Kunden, Komödianten und wilden Tieren, Leipzig 1905
- Gebhard Leberecht von Blücher: Blücher in seinen Briefen, Leipzig 1913
- Reinhold Taute: Gebhard Leberecht von Blücher, der Held der Befreiungskriege, als Freimaurer, Berlin 1913

## Werke über Haarhaus
- Rolf Roosen: Jens Sventrup, der Vogelwärter. – Notizen über eine Novelle und deren Autor. In: Festschrift zum 75. Geburtstag von Rolf Schlenker (18. April 2012). Ökologie der Vögel / Ecology of Birds Band 34 (2012), 405–412

## Übersetzungen
- Carlo Goldoni: Der Fächer, Leipzig 1906
- Carlo Goldoni: Mirandolina, Leipzig 1895